# Kangmar

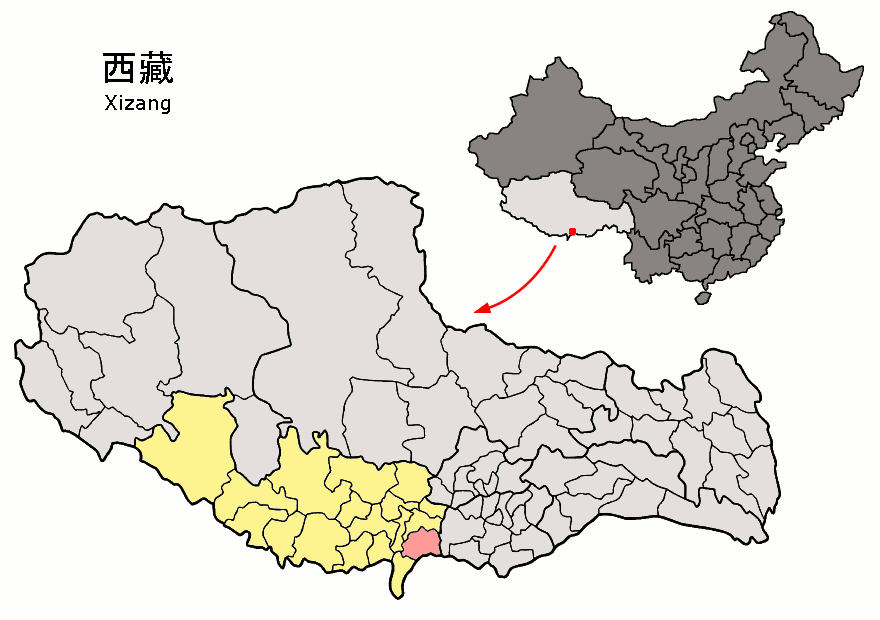
Lage des Kreises Kangmar (rosa) im Verwaltungsgebiet der Stadt Xigazê (gelb)

Kangmar (tibetisch ཁང་དམར་རྫོང་།, Umschrift nach Wylie: khang dmar, auch Khangmar Dzong; chinesisch 康马县, Pinyin Kāngmǎ Xiàn) ist ein Kreis im Südosten der bezirksfreien Stadt Xigazê im Autonomen Gebiet Tibet der Volksrepublik China. Die Fläche beträgt 6.125 Quadratkilometer und die Einwohnerzahl 20.864 (Stand: Zensus 2020). 1999 zählte Kangmar 19.306 Einwohner.

## Administrative Gliederung
Auf Gemeindeebene setzt sich der Kreis aus einer Großgemeinde und acht Gemeinden zusammen. Diese sind (Pinyin/chin.)
- Großgemeinde Kangma 康马镇

- Gemeinde Nanni 南尼乡
- Gemeinde Shaogang 少岗乡
- Gemeinde Kangru 康如乡
- Gemeinde Xiongzhang 雄章乡
- Gemeinde Samada 萨玛达乡
- Gemeinde Gala 嘎拉乡
- Gemeinde Nierudui 涅如堆乡
- Gemeinde Nierumai 涅如麦乡